# Slika (književnost)
Kratka zgodba ali slika je kratka pripoved iz življenja ene osebe, vsebuje velik časovni razpon, nastopa malo oseb v neki značilni situaciji, avtor je v njej prisoten kot priča dogajanja. Slika je specifična slovenska oblika, je pravzaprav črtica, ki pa se razlikuje od Cankarjevih črtic. Največja mojstra slik sta Tavčar in Kersnik. Slike začnejo nastajati proti koncu 19. stoletja.